# دانيال باترفيلد
دانيال باترفيلد (بالإنجليزية: Daniel Butterfield)‏ هو ضابط وشخصية أعمال أمريكي، ولد في 31 أكتوبر 1831 في أوتيكا في الولايات المتحدة، وتوفي في 17 يوليو 1901 في كولد سبرينغ في الولايات المتحدة.

## وصلات خارجية
- دانيال باترفيلد على موقع ميوزك برينز (الإنجليزية)